# Nikolai Kirillowitsch Popel
Nikolai Kirillowitsch Popel (russisch Николай Кириллович Попель; * 2. Januar 1901; † 25. Februar 1980 in Moskau) war ein sowjetischer Generalleutnant der Panzertruppe und Funktionär der Kommunistischen Partei der Sowjetunion.

## Leben
Am 30. Januar 1920 trat Popel in die Rote Armee ein und nahm als Kavallerist am letzten Jahr des Russischen Bürgerkrieges teil. Mit neunzehn Jahren diente er dabei unter Nikolai Kaschirin, dem Veterinär des roten 3. Kavalleriekorps. Er nahm im Kampf mit Wrangels Truppen an der Rückeroberung von Melitopol, Genichesk und Kertsch teil. Zuletzt kämpfte er ein Jahr lang gegen ukrainische Einheiten unter Nestor Machno.
1938 wurde er Militärkommissar der 11. mechanisierten Brigade und nahm am Sowjetisch-Finnischen Krieg von 1939 teil. Am 27. November 1939 wurde er zum Leiter der politischen Abteilung der 106. Gebirgs-Schützendivision ernannt. Er fungierte danach  als Militärkommissar der 1. Leningrader Artillerieschule und wurde am 3. Juni 1940 zum Brigadekommissar befördert.
Zu Beginn der Operation Barbarossa (22. Juni 1941) war er als Politkommissar bei der Südwestfront eingesetzt. Er war Stellvertreter des Generals Dmitri Iwanowitsch Rjabyschew, des Kommandeur des in Wolhynien eingesetzten 8. Mechanisierten Korps. In der Panzerschlacht bei Dubno-Luzk-Riwne (23. bis 29. Juni 1941) versuchte er das deutsche XXXXVIII. Armeekorps (mot.) bei Dubno im Rücken anzugreifen, konnte aber die Niederlage der Roten Armee nur einige Tage verzögern. Vom 25. August bis zum 8. Dezember 1941 war Popel Mitglied des Militärrates der 38. Armee. Ab September 1942 fungierte er als Militärkommissar des 3. Mechanisierten Korps und wurde am 6. Dezember dieses Jahres zum Generalmajor ernannt. Vom 30. Januar 1943 bis zum Ende des Krieges war er unter General Katukow Mitglied des Militärrates der 1. Panzerarmee (ab 25. April 1944 in 1. Garde-Panzerarmee umbenannt). Am 2. November 1944 wurde er zum Generalleutnant der Panzertruppen befördert.
In dem sowjetischen Film Die Schlacht um Moskau aus dem Jahr 1985 wurde seine Rolle von Waleri Jurtschenko verkörpert.